# World Wrestling Council
A World Wrestling Council (WWC) é uma das duas maiores organizações de wrestling de Porto Rico, juntamente da International Wrestling Association. Produz semanalmente um show para a televisão chamado WWC Superestrellas de la Lucha Libre.

## Histórico
Foi fundada em 13 de setembro de 1973, como Capitol Sports Promotions. A WWC foi membro da National Wrestling Alliance até 1988. Muitos grandes wrestlers da WWE lutaram lá na década de 70, como Ric Flair, Randy Savage, Dory Funk, Jr. e outros.
Na metade da década de 90, a Capitol Sports Promotion muda seu nome para World Wrestling Council, recebendo também wrestlers femininas. A WWC dominava no wrestling de Porto Rico, até que surgiu a International Wrestling Association, de Victor Quinones, e começou a equilibrar a popularidade dos fãs de wrestling no país.
Atingiu o seu auge quando contava com Carly Colon (Carlito), mas ele se despediu em 2004 e assinou com a WWE. A audiência tem caído ultimamente, pois a WWC só possui um show televisionado.
Em novembro de 2018, WWE adquiriu a videoteca da WWC.

## Atuais campeões
| Campeonato:                               | Campeão(ões): | Desde:                 |
| ----------------------------------------- | ------------- | ---------------------- |
| WWC Universal Heavyweight Championship    | Noriega       | 19 de julho de 2008    |
| WWC World Junior Heavyweight Championship | Vago          | 15 de dezembro de 2007 |
| WWC Puerto Rico Heavyweight Championship  | BJ            | 19 de julho de 2008    |
| WWC World Television Championship         | Vago          |                        |
| WWC World Tag Team Championship           | D'Jour Twins  | 19 de julho de 2008    |
| WWC Women's Championship                  | Killer Kat    | 3 de maio de 2008      |

## Eventos anuais
- Euphoria
- Camino a la Gloria
- La Hora de la Verdad
- Honor vs Traición
- Summer Madness
- Aniversario
- Septiembre Negro
- Halloween Wrestling Xtravaganza
- Lockout